# Yang di-Pertuan Agong

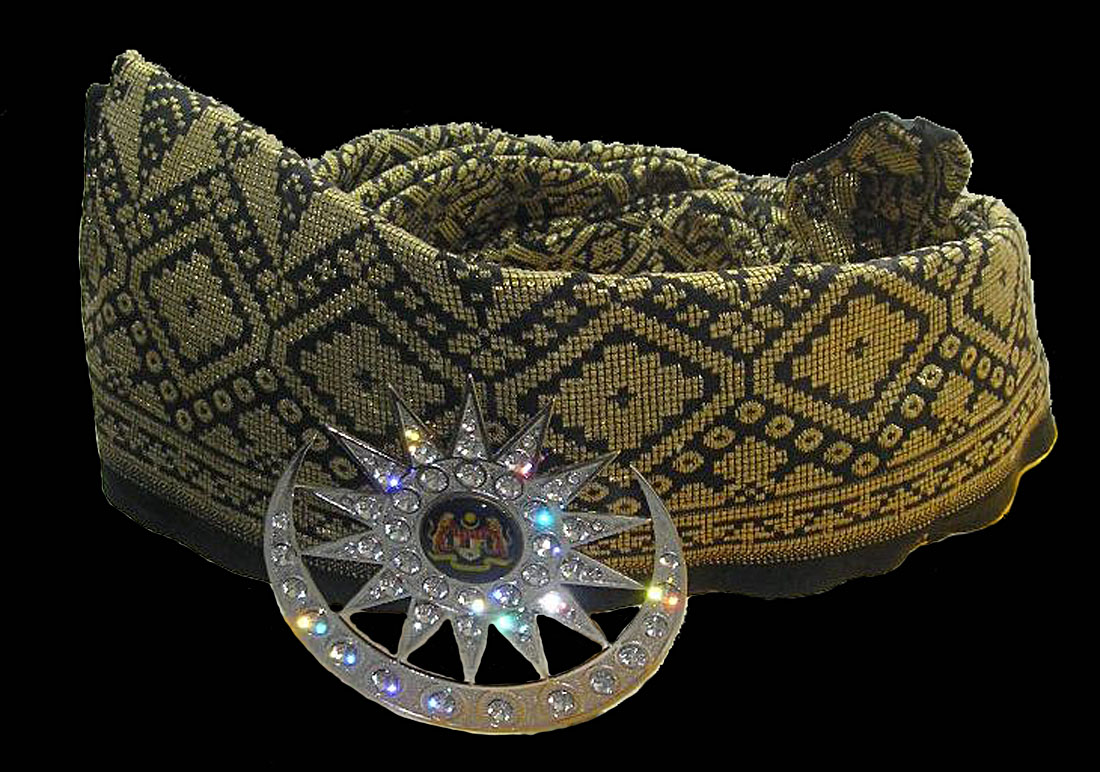
Königliche Kopfbedeckung, in der Form der traditionellen Tengkolok

Yang di-Pertuan Agong ist der offizielle Titel des malaysischen Wahlkönigs.

## Amt
Der König wird de jure aus der Mitte der Bundesherrscher gewählt. De facto basiert das Amt seit der Unabhängigkeit des Landes auf dem Rotationsprinzip, es wird abwechselnd durch die Herrscher der neun einzelnen monarchischen Bundesstaaten für jeweils fünf Jahre ausgeübt. Auf Grund der parlamentarischen Verfassung des Landes ist das Amt vorwiegend zeremonieller und repräsentativer Natur.
Offizielle Residenzen des Yang di-Pertuan Agong sind der Istana Negara Jalan Duta (bis 2011 Istana Negara) in Kuala Lumpur und der Istana Melawati in Putrajaya.

## Begriff
Die wörtliche Übersetzung aus dem Malaysischen ins Deutsche ist Der, der zum Ersten [hier gemeint: Herrscher, Primus inter pares] gemacht wurde. Da diese Übersetzung etwas umständlich ist, wird normalerweise der Ausdruck König von Malaysia verwendet.
Seit 1993 ist der volle Titel auf Malaiisch Seri Paduka Baginda Yang di-Pertuan Agong. Davor wurde die Ehrenbezeichnung Ke Bawah Duli Yang Maha Mulia ebenfalls verwendet. Die Gemahlin des Yang di-Pertuan Agong, sprich die Königin, wird Raja Permaisuri Agong genannt. Die Anrede auf Deutsch ist Seine Majestät und Ihre Majestät.

## Liste der Yang di-Pertuan Agong
| Nr. | Name                                      | Staat           | Regierungszeit                            | Geboren am        | Todestag           |
| --- | ----------------------------------------- | --------------- | ----------------------------------------- | ----------------- | ------------------ |
| 1   | Tuanku Abdul Rahman                       | Negeri Sembilan | 31. August 1957 bis 1. April 1960         | 24. August 1895   | 1. April 1960      |
| 2   | Sultan Hisamuddin Alam Shah               | Selangor        | 14. April 1960 bis 1. September 1960      | 13. Mai 1898      | 1. September 1960  |
| 3   | Tuanku Syed Putra                         | Perlis          | 21. September 1960 bis 20. September 1965 | 25. November 1920 | 16. April 2000     |
| 4   | Sultan Ismail Nasiruddin Shah             | Terengganu      | 21. September 1965 bis 20. September 1970 | 24. Januar 1907   | 20. September 1979 |
| 5   | Tuanku Abdul Halim Mu’adzam Shah          | Kedah           | 21. September 1970 bis 20. September 1975 | 28. November 1927 | 11. September 2017 |
| 6   | Sultan Yahya Petra                        | Kelantan        | 21. September 1975 bis 29. März 1979      | 10. Dezember 1917 | 29. März 1979      |
| 7   | Sultan Ahmad Shah Al-Mustain Billah       | Pahang          | 29. März 1979 bis 25. April 1984          | 24. Oktober 1930  | 22. Mai 2019       |
| 8   | Sultan Mahmud Iskandar Ismail             | Johor           | 26. April 1984 bis 25. April 1989         | 8. April 1932     | 22. Januar 2010    |
| 9   | Sultan Azlan Muhibbuddin Shah             | Perak           | 26. April 1989 bis 25. April 1994         | 19. April 1928    | 28. Mai 2014       |
| 10  | Tuanku Jaafar                             | Negeri Sembilan | 26. April 1994 bis 25. April 1999         | 19. Juli 1922     | 27. Dezember 2008  |
| 11  | Sultan Salahuddin Abdul Aziz              | Selangor        | 26. April 1999 bis 21. November 2001      | 8. März 1926      | 21. November 2001  |
| 12  | Tuanku Syed Sirajuddin                    | Perlis          | 13. Dezember 2001 bis 12. Dezember 2006   | 17. Mai 1943      |                    |
| 13  | Tuanku Mizan Zainal Abidin                | Terengganu      | 13. Dezember 2006 bis 13. Dezember 2011   | 22. Januar 1962   |                    |
| 14  | Sultan Abdul Halim Mu’adzam Shah (2. Mal) | Kedah           | 13. Dezember 2011 bis 12. Dezember 2016   | 28. November 1927 | 11. September 2017 |
| 15  | Sultan Muhammad V.                        | Kelantan        | 13. Dezember 2016 bis 6. Januar 2019      | 6. Oktober 1969   |                    |
| 16  | Sultan Abdullah Shah                      | Pahang          | 31. Januar 2019 bis 30. Januar 2024       | 30. Juli 1959     |                    |
| 17  | Sultan Ibrahim Ismail                     | Johor           | seit 31. Januar 2024                      | 22. November 1958 |                    |